# Astatotilapia calliptera
Astatotilapia calliptera là loài cá hoàng đế thuộc tông Haplochromini ở vùng đông nam châu Phi.

## Mô tả
Cá thể Astatotilapia calliptera đực có môi màu xanh và một đường tối đi qua mắt của nó. Loài có thể có vầng trán đỏ nhưng cơ thể thường có màu vàng, mặc dù một số quần thể hoang dã có màu xanh. Con cái nhỏ hơn con đực và có màu nâu bạc. Chiều dài tối đa của loài là 15 cm (5,9 in).

## Phân bố loài
Astatotilapia calliptera xuất hiện ở hồ Malawi và các lưu vực của hồ, sông Shire, hồ Chiuta và hồ Chilwa. Nó cũng đã được ghi nhận xuất hiện ở hạ lưu sông Zambezi, và ở các con sông ven biển trên đồng bằng ven biển Mozambique, từ sông Rovuma và về phía nam cho đến sông Save, Loài này được xác nhận không phải là loài bản địa mà là loài du nhập ở Quận Broward và Quận Palm Beach ở Florida, Hoa Kỳ.

## Môi trường sống và ý nghĩa sinh thái
Astatotilapia calliptera thích sống ở vùng nước nông với chất nền là cát có thảm thực vật thủy sinh như loài Vallisneria, là nơi có số lượng cá thể lớn. Loài sống phổ biến nhất ở vùng hạ lưu của sông và hồ nước mặc có nhiều cỏ. Nó là loài ăn tạp và phần lớn thức ăn của loài bao gồm mạt vụn và thực vật phù du; chúng cũng sẽ ăn động vật không xương sống, tảo và các loài cá nhỏ hơn.
Chúng là loài cá ấp trứng trong miệng, khi đó con cái đẻ trứng trên chất nền cứng và sau đó chúng được con đực thụ tinh trước khi con cái đưa trứng lại vào trong miệng và giữ lại trong 12 - 14 ngày trước khi nở. Cá con sau đó được mẹ bảo vệ thêm 5-6 ngày nữa, dùng miệng làm nơi ẩn náu khi nhận thấy nguy hiểm.